# The Razors Edge
Pour les articles homonymes, voir The Razor's Edge.
Albums de AC/DC
Blow Up Your Video
(1988) Live
(1992)
Singles
1. Thunderstruck
Sortie : 10 septembre 1990
2. Money Talks
Sortie : 8 décembre 1990
3. Are You Ready
Sortie : 28 mars 1991

The Razors Edge est le 11e album international du groupe de hard rock australien AC/DC. Il est sorti le 24 septembre 1990 sur le label Atco Records et a été produit par Bruce Fairbairn.

## Historique
L'album atteignit la 2e place du Billboard 200 aux États-Unis et la 4e place dans les charts britanniques. Vendu à plus de 5 millions d'exemplaires aux États-Unis, cet album fut un succès commercial et marqua le retour à la popularité qu'avait le groupe pendant la fin des années 1970 et début des années 1980.
Il fut enregistré et mixé à Vancouver au Canada par Mike Fraser.
Il est le premier album d'AC/DC enregistré avec le batteur Chris Slade.
Trois singles ont été extraits de cet album, Thunderstruck, Moneytalks et Are You Ready, atteignant respectivement 5e, 23e et 16e place du Billboard. Un clip a été tourné pour chacun d'entre eux. Ces clips ont été commercialisés sur la cassette Clipped puis sur le DVD Family Jewels.

## Liste des titres
- Tous les titres ont été écrits par Angus et Malcolm Young.

1. Thunderstruck - 4:52
2. Fire Your Guns - 2:53
3. Moneytalks - 3:45
4. The Razors Edge - 4:22
5. Mistress for Christmas - 3:59
6. Rock Your Heart Out - 4:06
7. Are You Ready - 4:10
8. Got You by the Balls - 4:30
9. Shot of Love - 3:56
10. Let's Make It - 3:32
11. Goodbye and Good Riddance to Bad Luck - 3:13
12. If You Dare - 3:18

## Musiciens
- Brian Johnson : chant
- Angus Young : guitare solo
- Malcolm Young : guitare rythmique, chœurs
- Cliff Williams : basse, chœurs
- Chris Slade : batterie

## Charts et certifications

### Album
Charts
| Pays                                  | Durée du classement | Meilleur classement | Date              |
| ------------------------------------- | ------------------- | ------------------- | ----------------- |
| Allemagne (GfK Entertainment)         | 75 semaines         | 4e                  | 22 octobre 1990   |
| Australie (ARIA Charts)               | 35 semaines         | 3e                  | 30 septembre 1990 |
| Autriche (Ö3 Austria Top 40)          | 13 semaines         | 11e                 | 21 octobre 1990   |
| Canada RPM)                           | 43 semaines         | 1er                 | 3 novembre 1990   |
| Écosse (Scottish Album Chart)         | 1 semaine           | 32e                 | 22 mars 2024      |
| Espagne (Promusicae)                  | 7 semaines          | 53e                 | 17 avril 2005     |
| États-Unis (Billboard 200)            | 77 semaines         | 2e                  | 27 octobre 1990   |
| France (SNEP)                         | 36 semaines         | 5e                  | 14 mars 2003      |
| Italie (FIMI)                         | 2 semaines          | 79e                 | 19 août 2010      |
| Norvège (VG-lista)                    | 9 semaines          | 2e                  | 1er octobre 1990  |
| Nouvelle-Zélande (RMNZ Albums Top40)  | 64 semaines         | 2e                  | 21 octobre 1990   |
| Pays-Bas (MegaCharts)                 | 25 semaines         | 19e                 | 8 décembre 1990   |
| Royaume-Uni (UK Albums Chart)         | 18 semaines         | 4e                  | 30 septembre 1990 |
| Royaume-Uni (UK Rock and Metal Chart) | 11 semaines         | 12e                 | 22 mars 2024      |
| Suède (Sverigetopplistan)             | 8 semaines          | 5e                  | 10 octobre 1990   |
| Suisse (Schweizer Hitparade)          | 36 semaines         | 2e                  | 28 octobre 1990   |

Certifications
| Pays                    | Certification | Ventes      | Date             |
| ----------------------- | ------------- | ----------- | ---------------- |
| Allemagne (BVMI)        | 2 × Platine   | 1 000 000 + | 2001             |
| Australie (ARIA)        | 5 × Platine   | 350 000 +   | 30 janvier 2013  |
| Autriche (IFPI Austria) | Platine       | 50 000 +    | 11 janvier 1993  |
| Canada (MC)             | 5 × Platine   | 500 000 +   | 13 mars 1991     |
| Danemark (IFPI Danmark) | Or            | 10 000 +    | 8 novembre 2020  |
| États-Unis (RIAA)       | 6 × Platine   | 6 000 000 + | 8 juillet 2024   |
| Finlande (IFPI Finland) | Platine +     | 63 926 +    | 1996             |
| France (SNEP)           | Or            | 100 000 +   | 27 mars 1991     |
| Italie (FIMI)           | Or            | 25 000 +    | 2014             |
| Nouvelle-Zélande(RMNZ)  | Platine       | 15 000 +    | 9 décembre 1990  |
| Royaume-Uni (BPI)       | Or            | 100 000 +   | 29 novembre 1990 |
| Suisse (IFPI Suisse)    | 2 × Platine   | 100 000 +   | 1992             |

### Charts singles

#### Thunderstruck
| Chart                    | durée du classement | Position | Date              | Certifications                                                           |
| ------------------------ | ------------------- | -------- | ----------------- | ------------------------------------------------------------------------ |
| (Mainstream Rock Tracks) | 10 semaines         | 5e       | 20 octobre 1990   | Platine · Diamant (Digital) · Platine · : Or · 3 × Platine · 3 × Platine |
| (Single Top 100)         | 32 semaines         | 21e      | 10 décembre 1990  | Platine · Diamant (Digital) · Platine · : Or · 3 × Platine · 3 × Platine |
| (ARIA Charts)            | 23 semaines         | 4e       | 4 novembre 1990   | Platine · Diamant (Digital) · Platine · : Or · 3 × Platine · 3 × Platine |
| (V) (Ultratop)           | 16 semaines         | 4e       | 12 janvier 1991   | Platine · Diamant (Digital) · Platine · : Or · 3 × Platine · 3 × Platine |
| (RPM Top Singles)        | 13 semaines         | 20e      | 1er décembre 1990 | Platine · Diamant (Digital) · Platine · : Or · 3 × Platine · 3 × Platine |
| (IRMA)                   | 7 semaines          | 5e       | 20 septembre 1990 | Platine · Diamant (Digital) · Platine · : Or · 3 × Platine · 3 × Platine |
| (RMNZ Singles Top40)     | 23 semaines         | 3e       | 18 novembre 1990  | Platine · Diamant (Digital) · Platine · : Or · 3 × Platine · 3 × Platine |
| (Single Top 100)         | 16 semaines         | 3e       | 8 décembre 1990   | Platine · Diamant (Digital) · Platine · : Or · 3 × Platine · 3 × Platine |
| (UK Singles Chart)       | 5 semaines          | 13e      | 23 septembre 1990 | Platine · Diamant (Digital) · Platine · : Or · 3 × Platine · 3 × Platine |
| (Schweizer Hitparade)    | 10 semaines         | 16e      | 11 novembre 1990  | Platine · Diamant (Digital) · Platine · : Or · 3 × Platine · 3 × Platine |
| (Ö3 Austria Top 40)      | 2 semaines          | 65e      | 7 décembre 2012   | Platine · Diamant (Digital) · Platine · : Or · 3 × Platine · 3 × Platine |
| (Track Top-40)           | 1 semaine           | 29e      | 30 novembre 2012  | Platine · Diamant (Digital) · Platine · : Or · 3 × Platine · 3 × Platine |
| (Promusicae)             | 1 semaine           | 34e      | 25 novembre 2012  | Platine · Diamant (Digital) · Platine · : Or · 3 × Platine · 3 × Platine |
| (Single Top 100)         | 21 semaines         | 45e      | 1er décembre 2012 | Platine · Diamant (Digital) · Platine · : Or · 3 × Platine · 3 × Platine |
| (Sverigetopplistan)      | 2 semaines          | 80e      | 24 juillet 2015   | Platine · Diamant (Digital) · Platine · : Or · 3 × Platine · 3 × Platine |

#### Money Talks
| Chart                    | durée du classement | Position | Date             |
| ------------------------ | ------------------- | -------- | ---------------- |
| (Hot 100)                | 16 semaines         | 23e      | 9 février 1991   |
| (Mainstream Rock Tracks) | 18 semaines         | 3e       | 26 janvier 1991  |
| (ARIA Charts)            | 10 semaines         | 21e      | 13 janvier 1991  |
| (V) (Ultratop)           | 4 semaines          | 26e      | 2 mars 1991      |
| (RPM Top Singles)        | 13 semaines         | 12e      | 2 mars 1991      |
| (IRMA)                   | 3 semaines          | 15e      | 22 novembre 1990 |
| (RMNZ Singles Top40)     | 10 semaines         | 9e       | 3 février 1991   |
| (Single Top 100)         | 9 semaines          | 24e      | 16 février 1991  |
| (UK Singles Chart)       | 3 semaines          | 36e      | 25 novembre 1990 |

#### Are You Ready
| Chart                    | durée du classement | Position | Date          |
| ------------------------ | ------------------- | -------- | ------------- |
| (Mainstream Rock Tracks) | 10 semaines         | 16e      | 20 avril 1991 |
| (Single Top 100)         | 4 semaines          | 38e      | 24 juin 1991  |
| (ARIA Charts)            | 8 semaines          | 18e      | 2 juin 1991   |
| (IRMA)                   | 3 semaines          | 6e       | 18 avril 1991 |
| (RMNZ Singles Top40)     | 16 semaines         | 1er      | 30 juin 1991  |
| (UK Singles Chart)       | 3 semaines          | 34e      | 21 avril 1991 |